# Jamajska odmiana języka angielskiego
Jamajska odmiana języka angielskiego – dialekt języka angielskiego używany na Jamajce, charakteryzujący się pewnymi swoistymi cechami. Nie należy go mylić z patois (językiem kreolskim na bazie angielskiego) będącym również w powszechnym użyciu na tej wyspie, przy czym te dwa języki nie są od siebie wyraźnie oddzielone. Standardowy język angielski tworzy z kreolskim tzw. kontinuum kreolskie, co oznacza, że oba języki przechodzą jeden w drugi w sposób płynny poprzez liczne warianty pośrednie.
Notuje się wpływy zarówno angielszczyzny brytyjskiej, jak i amerykańskiej

## Wymowa

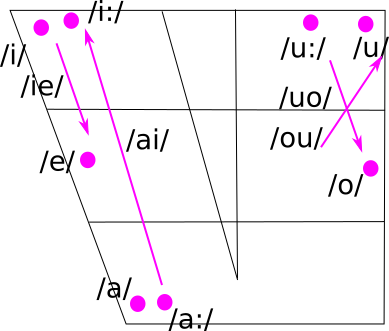
System samogłosek karaibskiej odmiany języka angielskiego. Samogłoski są bardziej peryferyjne i wyraziste niż w RP

System samogłoskowy angielszczyzny karaibskiej odbiega od wymowy RP czy wariantów amerykańskich. System samogłoskowy jest bardzo ograniczony (patrz diagram), w użyciu jest tylko 12 fonemów w miejsce dwudziestu w RP:
| Samogłoski krótkie | Samogłoski długie | Dyftongi          |
| ------------------ | ----------------- | ----------------- |
| /i/ kil kill       | /i:/ trii tree    | /ie/ biesin basin |
| /e/ dem they, them | /a:/ daag/ dog    | /ai/ blain blind  |
| /a/ mada mother    | /u:/ duu do       | //ou// roun round |
| /o/ op up          |                   | /uo/ uol old      |
| /u/                | put put           |                   |

Efektem takiego systemu jest fakt, że wiele wyrazów brzmi homofonicznie z innymi w porównaniu z angielszczyzną brytyjską lub amerykańską. Zatem den oznaczać może den lub then, /rat/ oznacza rot lub rat.

## Gramatyka
Gramatyka jamajskiej odmiany języka angielskiego jest zbliżona do brytyjskiej, a dość wydatne różnice w żaden sposób nie utrudniają wzajemnego zrozumienia. Niemniej jednak istnieje kilka bardzo znaczących różnic:

### Czasowniki
- Nie istnieje zgodność podmiotu z orzeczeniem odnośnie do liczby: She sing in de choir.
- Czasownik be nie występuje jako posiłkowy: Den ready, She a nice person.
- Częste są frazy werbalne złożone z kilku czasowników: Take it go, He talk say you stupid→ On mówi, że jesteś głupi. Dem go try get it.
- Czasownik może w sytuacjach emfatycznych wystąpić na początku zdania: A talk mary talk make she trouble (Mary talks too much and that makes trouble for her.
- Nie używa się strony biernej: De grass cut (The grass has been cut), Dis record play a lot (this record is played a lot)
- W czasie przeszłym używa się pierwszej formy czasownika: Mary go last week.
- Zamiast czasów progressive używa się cząstek a, da, di: David a go odpowiada brytyjskiemu David is going, She da work now (She is working now)
- Zakończoną czynność wyraża czasownik done: I just done tell them, We be done washed all dose car soon.
- Czasownik zaprzecza się przez no: They no want it now. Dla emfazy używa się podwójnego zaprzeczenia: Ain't nobody found no money in no box.
- Operatora do nie używa się w pytaniach: How they get that?, Why you hit him?

### Fraza nominalna
- Przymiotniki występują często w funkcji przysłówków: I like it good. Nie używa się przysłówków zakończonych na -ly.
- Nie używa się -s dla oznaczenia liczby mnogiej: two book, dem creature, dla zaznaczenia liczby mnogiej może być użyty przedimek: The rabit dem eat it all (the rabbits eat it all),
- Nie występuje dopełniacz saksoński (-s) a dodaje się cząstkę fi: De coat a fi me (the coat is mine)
- nie używa się zaimków w funkcji dopełnienia, ponadto zaimki nie wpływają na formy czasownika: Carry that book to she teacher, She see he come.
- Niektóre zaimki mają formy alternatywne, np. a i mi dla I, yu  i unu dla you w  liczbie mnogiej, wreszcie de, dem dla they.

## Słownictwo
Mieszane, brytyjsko-amerykańskie słownictwo najbardziej jest widoczne w wyrazach związanych z samochodem. Na Jamajce na bagażnik mówi się z amerykańska trunk, ale z kolei preferowany jest brytyjski sleeping policeman zamiast amerykańskiego speed bump, czy bonnet zamiast hood (maska). Ogólną tendencją jest przechodzenie młodszego pokolenia na słownictwo bardziej amerykańskie.
Inną charakterystyczną cechą jamajskiego angielskiego, właściwego dla sytuacji bardziej formalnych, jest zapożyczanie słów z miejscowego języka kreolskiego, zwanego patois, który jest używany przez większość mieszkańców wyspy w sytuacjach życia codziennego.